# Quanah
Quanah [ˈkwɑːnə]  är administrativ huvudort i Hardeman County i Texas och har fått sitt namn efter Quanah Parker. Huvudorten flyttades till Quanah från Margaret år 1890. Quanah hade 2 641 invånare enligt 2010 års folkräkning.

## Kända personer från Quanah
- Edward G. Givens, astronaut
- Fred Koch, företagsledare